# 新井毫
新井 毫/新井 豪（あらい ごう、1858年12月14日（安政5年11月10日） - 1902年（明治35年）11月24日?）は、明治時代の政治家、国民協会所属（3期）。

## 生い立ち
1858年（安政5年）11月10日、上野国勢多郡黒保根村（現群馬県桐生市）に生まれる。
幼くして横浜で英語を学び、のち慶應義塾で勉学に励む。卒業後、「英学校静知社」を創立し校長となる。新聞『東京政談』を発刊し、「東京政談演説会」を主宰。作州津山六郡共立中学校校長を経て、村会議員、郡連合会議員を経て農業を営む。
その後、板垣退助に共鳴して封建政治を批判、国会開設運動に奔走した。請願書を持ち大書記官山岡鉄舟の私邸まで出向いた話は有名。1890年（明治23年）第1回衆議院議員総選挙で初当選。その後には国家主義思想をかかげ、国民協会に入党し、国会活動を展開した。1902年（明治35年）11月24日、外国旅行の途上に香川県多度津港の船上で行方不明となる。その真相は謎。

## 顕彰
- 2005年（平成17年）6月、群馬県勢多郡黒保根村（現桐生市黒保根町）より名誉村民の称号を追贈された。